# Lucio Strumendo
Lucio Strumendo (Concordia Sagittaria, 26 febbraio 1942) è un politico italiano.

## Biografia
Esponente del Partito Comunista Italiano, nel 1970 diventa consigliere provinciale a Venezia ed entra nella segreteria provinciale della Federazione di Venezia del partito. 
Dopo le elezioni provinciali del 1975 Strumendo è nominato presidente dell'ente, con i voti di PCI, PSI e PRI. Ricopre questo ruolo per un mandato; rimane in carica fino all'agosto 1980.
Nel 1980 viene eletto consigliere regionale veneto per il PCI, nel collegio di Venezia.
Successivamente è eletto alla Camera dei Deputati nel 1983 con il PCI nella Circoscrizione Venezia-Treviso, confermando poi il proprio seggio a Montecitorio anche alle elezioni politiche del 1987. Dopo la svolta della Bolognina aderisce al PDS, che rappresenta in Parlamento fino al 1992.
Si candida alle elezioni politiche del 1994 nel collegio uninominale alla Camera di Portogruaro nelle file dei Progressisti, ma viene battuto dall'esponente del centrodestra.